# Gavrilo förlag
Gavrilo förlag bildades 1994, drivs av översättaren och förläggaren Djordje Zarkovic och ger ut litteratur från före detta Jugoslavien och Spanien. Gavrilo gav också ut Lina Ekdahls tre första böcker. Förlaget har sitt säte i Göteborg. 

## Exempel på utgivna titlar
- Den sovande rösten av Dulce Chacón, 2013
- Den detroniserade prinsen av Miguel Delibes, 2013
- Blinda solrosor av Alberto Méndez, 2011
- Himlar av lera av Dulce Chacón, 2008
- En livräddares försvarstal av Borislav Pekić, 2003
- Fästningen av Meša Selimović, 1996